# 聶海勝
聶海勝（じょう かいしょう、1964年10月3日 - ）は中華人民共和国の軍人、中国国家航天局の宇宙飛行士。1988年に中国国家航天局の宇宙飛行士に選抜された。
聶は、高校卒業後、中国人民解放軍空軍第七航空学校に入学した。1987年に卒業後中国人民解放軍空軍に入隊し、戦闘機のパイロットになった。中佐まで務めた。
1989年6月12日、高度4000mで彼の飛行機は爆発し、エンジンを失った。飛行機は地面に向かって落下したが、脱出する直前の高度400mから500mでコントロールを取り戻した。聶捷琳と結婚し、1994年に娘が生まれた。
1998年、彼は宇宙飛行士に選ばれ、中国初の有人宇宙飛行である神舟5号の乗組員の最終選考に残った。結局、楊利偉が選ばれ、翟志剛が補欠、聶は2番目の補欠となった。
2005年10月12日、聶は、船長の費俊龍とともに神舟6号のフライトエンジニアとして宇宙へ行った。このミッションは5日間続いた。2013年6月11日、聶は神舟10号の船長として他の2人の飛行士とともに2度目の宇宙飛行をおこなった。神舟6号でのミッション中に41歳の誕生日を迎えた。
小惑星番号9517番の小惑星聶海勝は、彼の名前にちなむ。